# 哈利·波特与凤凰社 (游戏)
《哈利波特－鳳凰會的密令》是一款基於J·K·羅琳寫的廣受歡迎的《哈利·波特》系列和電影改編本電腦電視遊戲。適用的平臺有：GBA（Game Boy Advance）、Microsoft Windows、NDS（任天堂DS）、PS2（PlayStation 2）、PS3（PlayStation 3）、PSP（PlayStation Portable）、Xbox 360、Wii和Mac OS X。2007年，它在美國6月25日、澳大利亞6月28日、英國及歐洲7月3日發行了PS3、PSP、PS2、Windows平臺的版本，7月3日發佈其他大多數平臺的版本。
遊戲的主題是探索霍格華茲並延續書和電影裏面的情節。

## 遊戲控制
施法與前幾集的遊戲有很大的差異，以往只需對準目標便能使用需要的咒語，但今集玩家需準確的移動魔仗對準物品施咒，要自行決定應對物件/其他人物施什麼咒語，這使得遊戲更具真實感。

### 消失的特色
EA 表示他們無法與原著相同的東西:  
- 魁地奇與掃帚飛行(弗雷、喬治有在部分遊戲中使用掃把飛行。)
- 不可使用榮恩或妙麗。但是過程中可使用阿不思·鄧不利多、天狼星·布萊克及弗雷、喬治。

### 非攻擊咒語
- 復復修(Reparo)，修理物品的咒語.
- 溫咖癲啦唯啊薩(Wingardium Leviosa)，用來舉起物品。
- 蒂柏索(Depulso)，用來推走物品。
- 速速前(Accio)，將物品拉向自己。
- 粉身碎骨(Reducto)。摧毀固體。
- 火焰熊熊(Incendio)，用來燃燒物體[1]

### 攻擊咒語
- 去去，武器走(Expelliarmus)，讓對方暫時失去武器。
- 咄咄失(Stupefy)，施法速度慢，攻擊力強勁的昏迷技。
- 破心護(Protego)，反彈對方魔法攻擊。
- 哩吐三卜啦(Rictusempra), 另外一個攻擊用的咒語，嚴格說起來是一種呵癢魔法，速度與追蹤性都比昏擊咒要快，但是攻擊力較弱。
- 整整，石化(Petrificus Totalus)，石化對手。
- 倒倒吊(Levicorpus)，使對手漂浮 (初次出現在哈利·波特—鳳凰會的密令，在哈利·波特—混血王子的背叛首次出現法術名稱。）
- 疾疾，護法現身（Expecto Patronum）在遊戲開始時被用來對抗催狂魔，和接下來的一次的鄧不利多的軍隊的聚會中，但因為後來就未有使用而沒有特殊的魔杖動作。

## 外部連結
- Official Electronic Arts Game Site